# Walter Salles
Walter Moreira Salles Jr. (Rio de Janeiro, 12 aprile 1956) è un regista, sceneggiatore e produttore cinematografico brasiliano.

## Biografia
Fratello del regista João Moreira Salles, iniziò la sua carriera cinematografica negli anni ottanta realizzando qualche documentario. Il suo primo film di fiction fu Arte mortale (1991): a causa della crisi economica del paese, non poté continuare subito a realizzarne altri sino a Terra estrangeira - diretto insieme a Daniela Thomas nel 1995, il quale fu considerato uno dei migliori film dell'anno da parte della critica brasiliana, e fu selezionato da più di 40 festival nel mondo. Il film successivo Central do Brasil (1998) riscosse grande successo, vincendo 55 premi, fra i quali anche l'Orso d'Oro al Festival di Berlino e ottenendo due nomination agli Oscar. Come il successivo Disperato aprile (2001), il film fu prodotto da Arthur Cohn e venne distribuito a livello internazionale.
Nel 2003 Salles, dopo aver prodotto l'anno precedente il film City of God di Fernando Meirelles, è stato votato come uno dei 40 migliori registi del mondo dal quotidiano The Guardian.
Il suo più grande successo di critica e pubblico è stato I diari della motocicletta (2004), un film biografico sul giovane Che Guevara, vincitore, fra gli altri premi, di un Oscar per la canzone Al otro lado del río. Fu il suo primo film in una lingua (lo spagnolo) diversa dalla sua lingua madre (il portoghese), ed ottenne ottimi risultati al botteghino in Europa e in America Latina.
Nel 2005 Salles ha realizzato il suo primo film hollywoodiano, Dark Water, un adattamento dell'omonimo film giapponese del 2002.
Nel 2024 ha diretto il film Io sono ancora qui, film incentrato sulla figura di Rubens Paiva, morto assassinato durante la dittatura militare brasiliana. La pellicola ha vinto l'Oscar quale miglior film in lingua non inglese. 
Secondo Forbes, alla fine del 2024 Salles era il decimo uomo più ricco in Brasile e la 785esima persona più ricca al mondo; tra i registi cinematografici era al terzo posto, preceduto solo da Steven Spielberg e George Lucas.

## Filmografia

### Regista

#### Lungometraggi
- Arte mortale (A grande arte) (1991)
- Terra estrangeira (1995) - con Daniela Thomas
- Central do Brasil (1998)
- O primeiro dia (1998) - con Daniela Thomas
- Disperato aprile (Abril despedaçado) (2001)
- I diari della motocicletta (Diarios de motocicleta) (2004)
- Dark Water (2005)
- Linha de passe (2008) - con Daniela Thomas
- On the Road (2012)
- Io sono ancora qui (Ainda estou aqui) (2024)

#### Cortometraggi
- Socorro nobre – documentario (1996)
- Somos todos filhos da Terra – documentario (1998) - con Daniela Thomas
- Castanha e Caju contra o encouraçado Titanic (2002) - con Daniela Thomas
- Armas e paz (2003) - con Daniela Thomas
- Loin du 16ème, episodio di Paris, je t'aime (2006) - con Daniela Thomas
- À 8944 km de Cannes, episodio di Chacun son cinéma - A ciascuno il suo cinema (Chacun son cinéma ou Ce petit coup au cœur quand la lumière s'éteint et que le film commence) (2007)
- Voyage, episodio di Stories on Human Rights (2008) - con Daniela Thomas
- Quando a terra treme, episodio di Where Has the Time Gone? (2017)

#### Televisione
- Japão - Uma viagem no tempo – documentario (1986)
- Marisa Monte – documentario (1988)
- Chico - O país da delicadeza perdida – documentario (1989)
- Jorge Amado, episodio della serie TV documentaristica Un siècle d'écrivains (1995)
- Jia Zhangke, um homem de Fenyang – documentario (2014)

## Riconoscimenti
- Premio Oscar
- 2025 - Miglior film internazionale per Io Sono Ancora Qui
- Golden Globe:
  - 1999 - Miglior film straniero per Central do Brasil
  - 2002 - Candidatura al miglior film straniero per Disperato aprile
  - 2005 - Candidatura al miglior film straniero per I diari della motocicletta
  - 2025 - Candidatura al miglior film straniero per Io sono ancora qui

- Premio BAFTA:
  - 2000 - Miglior film non in lingua inglese per Central do Brasil
  - 2005 - Miglior film non in lingua inglese per I diari della motocicletta
  - 2025 - Candidatura al miglior film non in lingua inglese per Io sono ancora qui

- Festival internazionale del cinema di Berlino:
  - 1998 - Orso d'oro per Central do Brasil

- Festival di Cannes:
  - 2004 - Premio François-Chalais per I diari della motocicletta
  - 2004 - Premio della Giuria ecumenica per I diari della motocicletta

- Festival internazionale del film di Roma:
  - 2014 - Marc'Aurelio alla Carriera

- Mostra del Cinema di Venezia
  - 2002 - Piccolo Leone d'oro per Disperato aprile

- Premio Robert Bresson - 2009